# Joy语言
Joy编程语言是澳大利亚乐卓博大学Manfred von Thun创立的纯函数式编程语言。Joy基于了函数复合而非lambda表达式。它表现出同30年前出现的Forth语言的很多类似性，这不归结为设计原因而是某种平行的演化和趋同。它还受到John Backus的FP语言的函数级编程风格的影响。

## 工作机理
Joy是不寻常的（除了函数级编程语言和某些难懂语言如unlambda之外），在于它缺乏lambda算子，因而缺乏形式参数。要通过常见例子来说明，平方函数在指令式编程语言（C语言）中定义如下：
```
int
 
square
(
int
 
x
)

{

    
return
 
x
 
*
 
x
;

}

```

变量x是形式参数，它在函数别调用时被替换为要计算平方的实际值。在函数式语言（Scheme语言）中这个函数可以定义为：
```
(
define
 
square

  
(
lambda
 
(
x
)
 

    
(
*
 
x
 
x
)))

```

这在很多方面有所不同，但仍然以相同方式使用了形式参数x。在Joy中平方函数定义为：
```
 
DEFINE
 
square
 
==
 
dup
 
*
 .

```

在Joy中，所有东西都是从堆栈中取得实际参数并向堆栈返回结果的函数。例如，数值5不表示整数常量，转而是将5压入栈顶的一个短程序。
- dup算子通过压入栈顶元素的副本而简单的复制它。
- *算子弹出栈顶的两个元素并将它们的乘积压入栈顶。

所以平方函数复制栈顶元素，接着将栈顶二个元素相乘，把最初栈顶元素的平方留在栈顶，这个过程不需要形式参数。这使得Joy很简明，如下面快速排序定义所展示的：
```
 
DEFINE
 
qsort
 
==

   [
small
]
   []
   [
uncons
 [
>
] 
split
]
   [
enconcat
]
   
binrec
.

```

binrec是Joy的多个递归组合子之一，实现了二叉递归。它预期在栈顶有四个引用的程序，分别表示：
- 终止条件（如果这个列表是“小”的（1或0个元素）则它已经排好序了），
- 如果终止条件满足做什么（这里什么都不做），
- 缺省做什么（通过比较每个元素于基准元素而将列表分解成两个半份列表），还有最后的
- 结束时做什么（在两个排好序的半份列表间插入基准元素）。

## 数学纯粹性
在Joy中，含义函数是从语法幺半群到语义幺半群的同态。就是说，符号的串接的语法关系直接映射成函数的复合的语义关系上。这是同态而非同构，因为这是满射而非双射；就是说，没有符号有多于一个含义，但是某些符号序列有相同的含义（比如dup +和2 *）。
Joy是串接编程语言：“两个程序的串接指示这两个程序指示的函数的复合”。
它的库例程镜像了ISO C的库例程，尽管当前实现不能用C写的函数轻易扩充。

## 引用
1. ↑  Manfred von Thun. . December 12, 2003  [May 31, 2013]. （原始内容存档于2020-11-09）.  In the early 1980s I came across the famous Backus paper "Can programming be liberated from the von Neumann style," and I was immediately intrigued by the higher level of programming in his FP.
2. ↑  .   [2020-04-20]. （原始内容存档于2011-10-07）.